# Нетцер, Гюнтер
Гю́нтер Теодор Не́тцер (нем. Günter Theodor Netzer; род. 14 сентября 1944, Мёнхенгладбах) — немецкий футболист, атакующий полузащитник. Один из лучших футболистов в истории немецкого футбола, дважды лучший футболист ФРГ. Чемпион Европы и мира. По версии МФФИИС занимает 93-е место среди лучших футболистов Европы XX века. После окончания карьеры работал спортивным директором «Гамбурга» (1978—1985). За этот период команда трижды стала чемпионом ФРГ (1978/79, 1981/82, 1982/83), а в сезоне 1982/83 выиграла Кубок европейских чемпионов.

## Клубная карьера
Как игрок прославился своим участием в финальном матче за кубок Германии 1972/73 гг. между «Боруссией» (Мёнхенгладбах) и «Кёльном». Главный тренер «Боруссии», Хеннес Вайсвайлер не выпустил Нетцера в стартовом составе, поскольку из-за смерти матери футболист не тренировался с командой накануне игры. В перерыве матча тренер хотел ввести Нетцера в состав, однако тот отклонил это предложение. Основное время матча закончилось со счётом 1:1. К началу дополнительного времени Нетцер без указания тренера сам вышел на поле, заменив Кристиана Кулика, и на 94-й минуте дистанционным ударом принёс победу «Боруссии» — 2:1.
Нетцер стал первым игроком в истории немецкого футбола, ставшим два раза подряд футболистом года в ФРГ.
В 1973 году Гюнтер Нетцер присоединился к «Реал» Мадриду — он стал первым немецким игроком в истории клуба. С испанской командой Нетцер дважды выиграл Ла Лигу — в 1975 и 1976 годах, а также Кубок Испании в 1974 и 1975 годах. После трех сезонов в «Реале» немец присоединился к швейцарскому клубу «Грассхоппер» из Цюриха, в котором в 1977 году и завершил карьеру футболиста.

## Карьера в сборной
Дебют Гюнтера Нетцера за национальную сборную состоялся в октябре 1965 года в товарищеском матче против сборной Австрии. Он представлял сборную ФРГ по футболу с 1965-го по 1975 года 37 раз — за это время забил 6 голов. В составе сборной Гюнтер Нетцер выиграл Чемпионат Европы по футболу 1972 года и Чемпионат мира по футболу 1974 года.

### Статистика в сборной
| Сборная ФРГ по футболу | Сборная ФРГ по футболу | Сборная ФРГ по футболу |
| Год                    | Матчи                  | Голы                   |
| ---------------------- | ---------------------- | ---------------------- |
| 1965                   | 2                      | 0                      |
| 1966                   | 2                      | 0                      |
| 1967                   | 2                      | 0                      |
| 1968                   | 7                      | 0                      |
| 1970                   | 3                      | 1                      |
| 1971                   | 8                      | 3                      |
| 1972                   | 7                      | 2                      |
| 1973                   | 1                      | 0                      |
| 1974                   | 3                      | 0                      |
| 1975                   | 2                      | 0                      |
| Всего                  | 37                     | 6                      |

## Награды

### Как игрок
«Боруссия» Мёнхенгладбах
- Чемпион ФРГ (2): 1969/70, 1970/71
- Обладатель Кубка ФРГ: 1972/73

«Реал Мадрид»
- Чемпион Испании (2): 1974/75, 1975/76
- Обладатель Кубка Испании (2): 1973/74, 1974/75

Сборная ФРГ
- Чемпион мира: 1974
- Чемпион Европы: 1972

### Как спортивный директор
- Чемпион ФРГ (3): 1978/79, 1981/82, 1982/83
- Обладатель Кубка Европейских Чемпионов: 1982/83

### Индивидуальные
- Футболист года в ФРГ (2): 1972, 1973
- Третий футболист года в Европе: 1972 (по опросу France-Football)
- Входит в состав символической сборной по итогам чемпионата Европы по версии УЕФА: 1972
- Входит в команду сезона Бундеслиги (7): 1965/66, 1966/67, 1967/68, 1968/69, 1969/70, 1970/1971, 1971/72
- Лучший ассистент чемпионата Европы: 1972[6]
- Golden Foot: 2021 (в номинации «Легенды футбола»)
- Включён в список величайших футболистов XX века по версии World Soccer

## В популярной культуре
В комедии «День выборов» именем Гюнтера Нетцера назван мифический корабль ВМС нацистской Германии.